# Thorectes intermedius
Thorectes intermedius là một loài bọ cánh cứng trong họ Geotrupidae. Loài này được miêu tả khoa học năm 1839 bởi Costa.